# Староисаево
Староиса́ево (баш. Иҫке Исай) — деревня в Нуримановском районе Башкортостана, входит в состав Староисаевского сельсовета.

## Географическое положение
Расстояние до:
- районного центра (Красная Горка): 12 км,
- центра сельсовета (Старокулево): 2 км,
- ближайшей ж/д станции (Иглино): 42 км.

## Население
| 2002 | 2009 | 2010 |
| ---- | ---- | ---- |
| 502  | ↗543 | ↘537 |

## Религия
В деревне есть мечеть.

## Известные уроженцы
- Сираева, Савия Гимадлисламовна (род. 5 января 1934) — актриса театра Нур, Салаватского театра драмы, Народная артистка Республики Башкортостан (2003), Народная артистка Республики Татарстан (2006), Заслуженная артистка Российской Федерации (2007)[4].
- Фазуллин Гафуан Мурзагалиевич. (15.04.1959) Заслуженный артист Республики Башкортостан, лауреат Всероссийского конкурса "Голоса России", солист Стерлитамакской государственной филармонии.